# Nakhl-e Jamāl
Nakhl-e Jamāl (persiska: نخل جمال) är en ort i Iran.   Den ligger i provinsen Hormozgan, i den södra delen av landet, 1 000 km söder om huvudstaden Teheran. Nakhl-e Jamāl ligger 25 meter över havet och antalet invånare är 363.
Terrängen runt Nakhl-e Jamāl är varierad. Runt Nakhl-e Jamāl är det glesbefolkat, med 11 invånare per kvadratkilometer. Nakhl-e Jamāl är det största samhället i trakten. Trakten runt Nakhl-e Jamāl är ofruktbar med lite eller ingen växtlighet.